# Élections constituantes de 1946 dans l'Eure
Les élections constituantes françaises de 1946 se tiennent le 2 juin. Ce sont les deuxièmes élections constituantes, après le rejet du projet de Constitution française du 19 avril 1946 lors du référendum du 5 mai.

## Mode de scrutin
L'assemblée constituante est composée de 586 sièges pourvus au scrutin proportionnel plurinominal suivant la règle de la plus forte moyenne dans chaque département, sans panachage ni vote préférentiel.
Dans le département de l'Eure, quatre députés sont à élire.

## Élus
| Député sortant  | Parti | Parti   | Député élu ou réélu  | Parti | Parti   |
| --------------- | ----- | ------- | -------------------- | ----- | ------- |
| Paul Greffier   |       | PCF     | Paul Greffier        |       | PCF     |
| Augustin Azémia |       | SFIO    | André Guillant       |       | MRP     |
| Georges Chauvin |       | Rad-soc | Pierre Mendès France |       | Rad-soc |
| Albert Forcinal |       | Rad-soc | Albert Forcinal      |       | Rad-soc |

## Résultats

### Résultats à l'échelle du département
| Parti    | Parti                                          | Tête de liste        | Résultats | Résultats | Sièges |  |
| Parti    | Parti                                          | Tête de liste        | Voix      | %         |        |  |
| -------- | ---------------------------------------------- | -------------------- | --------- | --------- | ------ |  |
|          | Rassemblement des gauches républicaines        | Pierre Mendès France | 58 610    | 38,95     | 2      |  |
|          | Mouvement républicain populaire                | André Guillant       | 39 890    | 26,47     | 1      |  |
|          | Parti communiste français                      | Paul Greffier        | 30 269    | 20,11     | 1      |  |
|          | Section française de l'Internationale ouvrière | Augustin Azémia      | 21 784    | 14,47     | 0 1    |  |
|          |                                                |                      |           |           |        |  |
| Inscrits | Inscrits                                       | Inscrits             | 185 033   | 100,00    | 4      |  |
| Votants  | Votants                                        | Votants              | 152 969   | 82,67     |        |  |
| Exprimés | Exprimés                                       | Exprimés             | 150 553   | 98,42     |        |  |